# Juvisy-sur-Orge
Juvisy-sur-Orge è un comune francese di 18 424 abitanti situato nel dipartimento dell'Essonne nella regione dell'Île-de-France.
Dal 1883 fu la residenza dell'astronomo e autore francese Camille Flammarion, che vi costruì un osservatorio privato; il complesso appartiene ora alla Société astronomique de France, e dal 2010 è tutelato come monumento storico.
La città è il sito del monumento eretto nel 1740 per commemorare il lavoro sulla misura del meridiano terrestre di Jean Picard e di Nicolas Louis de Lacaille. 

## Società

### Evoluzione demografica
Abitanti censiti